# ژولیو سزار سانتوس کوریا
ژولیو سزار سانتوس کوریا (به پرتغالی: Júlio César Santos Correa) مدافع اهل برزیل است که در شهر سائو لوئیس و در تاریخ ۱۸ نوامبر ۱۹۷۸ به دنیا آمده‌است.
او در لالیگا اسپانیا در مجموع ۱۲۵ بازی و ۶ گل در شش فصل به ثمر رساند و در سال ۲۰۰۰ با رئال مادرید قهرمان لیگ قهرمانان اروپا شد.